# Euxoa rosacea
Euxoa rosacea är en fjärilsart som beskrevs av Le Cerf 1933. Euxoa rosacea ingår i släktet Euxoa och familjen nattflyn. Inga underarter finns listade i Catalogue of Life.